# Колиев, Аксо Бесаевич
Протоиерей Але́ксий (Аксо́) Беса́евич Ко́лиев (1823, сел. Нар, Российская империя — 1866, Владикавказ, Российская империя) — священник Православной Российской церкви, осетинский просветитель, поэт и общественный деятель. Стихотворные произведения Колиева стали первыми поэтическими произведениями на осетинском языке.

## Биография
Аксо Колиев родился в 1823 году в селении Нар в семье церковного сторожа.
В 1845 году он окончил Тифлисскую духовную семинарию.
Будучи священником, занимался просветительской деятельностью, редактированием книг религиозного содержания и переводил на осетинский язык богослужебные книги.
В 1862 году Аксо Колиев, исполняя должность инспектора Владикавказского духовного училища, открыл на свои средства начальную школу для осетинских девочек.
Умер в 1866 году и похоронен в северном нефе церкви Рождества Пресвятой Богородицы, настоятелем которой являлся.

## Творчество
В 1865 году Аксо Колиев написал на осетинском языке стихотворения духовно-проповедческого содержания «Хвалебная песнь святой Марии», «Воскресение Христово», «Отче наш».

## Память
- Именем Аксо Колиева названа улица во Владикавказе
- Именем Аксо Колиева названа православная гимназия во Владикавказе
- Памятник протоиерею Алексию (Аксо) Колиеву на пересечении улиц Ватутина и Коста Хетагурова во Владикавказе[2][3]
- Именем Аксо Колиева названа улица в городе Цхинвал (Южная Осетия).
- Именем Аксо Колиева назван Государственный Лицей искусств в городе Цхинвал (Южная Осетия).

## Источник
- Калоев Г. З., Ардасенов Х. Н., Гиреев Д. А. Писатели Северной Осетии. Биобиблиографический справочник. — Орджоникидзе: «Ир», 1973. — С. 15—16.
- Сатцаев Э. Б., Осетинские писатели, Владикавказ, 2008, стр. 9 — 11, ISBN 978-5-91139-098-3